# Alsens Idrottsförening
O Alsens Idrottsförening, ou simplesmente Alsens IF, é um clube de futebol da Suécia. Sua sede fica localizada em Nälden.